# Olívia Santana
Pour les articles homonymes, voir Santana.
Maria Olívia Santana, née à Salvador (Bahia) en 1967, est une femme politique, éducatrice et militante du mouvement des femmes noires brésiliennes.
Elle est la fondatrice de l'Union des Noirs pour l'égalité (União de Negros Pela Igualdade, UNEGRO) et la première femme noire députée d'État de Bahia pour le Parti communiste du Brésil (PCdoB). 

## Biographie
Maria Olívia Santana est née à Salvador. Elle est la fille d'une employée domestique et d'un menuisier, elle grandit dans la privation au sein d'une famille pauvre de la région d'Ondina. Sa mère a eu huit fils mais seuls trois enfants survivront : elle-même et deux garçons,.
Elle commence à travailler comme femme de ménage à 14 ans dans une école privée. En 1987, elle passe l'examen d'entrée de l'Université fédérale de Bahia (UFBA) pour y étudier la pédagogie et quitte son travail de femme de ménage pour se consacrer à ses études.[réf. nécessaire]
C'est à ce moment qu'elle commence à s'engager en politique. En 1988, elle est présidente de la Direction académique de pédagogie et secrétaire de l'éducation et de la culture de la Direction centrale des étudiants de l'Université. 
Militante des causes noires, Olívia Santana intègre le Forum des femmes noires et le Conseil de promotion de l'égalité raciale[réf. nécessaire]. 
Elle siège depuis 2000 au Conseil municipal de Salvador où elle est, de 2005 à 2008 chargée de l'éducation. Durant ce mandat, elle met en place l'enseignement de l'histoire africaine et de la culture afro-brésilienne dans les écoles municipales. Plus tard, en 2014, elle est à l'origine de la loi instituant la Journée municipale de lutte contre l'intolérance religieuse. En 2012, elle est candidate au poste de maire-adjointe, sur la liste du Parti des Travailleurs (Partido dos Trabalhadores) et, en 2020 à la mairie de Salvador dans une coalition du Parti communiste avec le Parti progressiste (Progressistas, PP), allié au président Jair Bolsonaro au Congrès national,. 
En 2015, elle secrétaire pour les Politiques pour les femmes au gouvernement de Bahia. L'une de ses premières initiatives, en partenariat avec le Secrétariat à la Sécurité publique, est la Ronda Maria da Penha, qui protège les femmes en situation de violence. Elle est ensuite, en 2017, secrétaire du travail, de l'emploi, du revenu et des sports,.
En 2019, elle devient députée à l'assemblée législative de Bahia pour le Parti communiste brésilien et présidente de la Commission des droits des femmes (Alba),.

## Autres activités
- Dirigeante nationale du PCdoB (Parti Communiste du Brésil)
- Membre du Conseil national de promotion de l'égalité raciale
- Membre du Forum des femmes noires
- Présidente de la Commission d'éducation, de la culture, du sport et des loisirs de la Chambre municipale de Salvador
- Ex-secrétaire d'Éducation et de la culture de Salvador

## Actions pendant son mandat de conseillère
- Journée municipale sur l'intolérance religieuse (qui deviendra une loi nationale)
- Médaille Zumbi de Palmares
- Loi municipale sur les livres et la culture de la lecture